# الكسندر بروك
الكسندر بروك (بالإنجليزية: Alexander Brook)‏ هو صحفي ورسام أمريكي، ولد في 14 يوليو 1898 في بروكلين في الولايات المتحدة، وتوفي في 26 فبراير 1980 في لونغ آيلند في الولايات المتحدة.